# 義務と演技
『義務と演技』（ぎむとえんぎ）は、内館牧子の小説、およびそれを原作としたテレビドラマ・映画である。

## 小説
1995年、幻冬舎初刊、1999年4月に幻冬舎文庫が刊行された。2組の夫婦のセックス問題を描いた。

### 書誌情報
- 義務と演技（1995年1月、幻冬舎、ISBN 978-4-87728-082-6）
- 義務と演技（1999年4月、幻冬舎文庫、ISBN 978-4-87728-707-8

## テレビドラマ
TBS系列で1996年10月10日～12月19日に放送された。
長らくVHSしか無かったが2024年10月頃TVerで期間限定配信、同時期にU-NEXTでの配信が開始された。一部のシーンに修正が入っている。

### キャスト
- 武田祥子：浅野ゆう子
- 大倉みさき：黒木瞳
- 大倉謙次：大浦龍宇一
- 井上美保：細川ふみえ
- 並河：中村久美
- 沼田部長：梶原善
- 永嶋岳：金子賢
- 瀧沢ゆい：新山千春
- 結城丈一郎：清水綋治
- 武田芳彦：佐野史郎

### テーマ曲
- 主題歌「ロンリー・ウーマン」
- 挿入歌「Tell me, tell me」

どちらも竹内まりやが歌っている。

### スタッフ
- 脚本：東多江子
- 音楽：服部隆之
- プロデュース：桑波田景信、森川真行、川島永次
- 演出：桑波田景信、福澤克雄、伊藤寿浩
- 制作：TBS[1]、ホリプロ

### サブタイトル
| 各話   | 放送日         | サブタイトル               | 演出       |
| ------ | -------------- | -------------------------- | ---------- |
| 第1話  | 1996年10月10日 | セックスレス夫婦の昼と夜   | 桑波田景信 |
| 第2話  | 1996年10月17日 | 起死回生のアンクレット     | 桑波田景信 |
| 第3話  | 1996年10月24日 | 食卓におかれたランジェリー | 福澤克雄   |
| 第4話  | 1996年10月31日 | 嘘で固めたホームパーティー | 福澤克雄   |
| 第5話  | 1996年11月7日  | セックスを新鮮に感じる時   | 伊藤寿浩   |
| 第6話  | 1996年11月14日 | セックスレスの特効薬       | 伊藤寿浩   |
| 第7話  | 1996年11月21日 | カラダが嘘をつく           | 桑波田景信 |
| 第8話  | 1996年11月28日 | 世界一悲しいセックス       | 福澤克雄   |
| 第9話  | 1996年12月5日  | セックスに復讐されるとき   | 伊藤寿浩   |
| 第10話 | 1996年12月12日 | セックスレス夫婦の決断     | 福澤克雄   |
| 第11話 | 1996年12月19日 | 本当の意味のセックスレス   | 桑波田景信 |

### 受賞歴
- 第11回ザテレビジョンドラマアカデミー賞[4]
  - ベストドレッサー賞（浅野ゆう子）

## 映画
1997年2月、東映系劇場にて全国公開された。TBSの製作であったが、テレビドラマ版とは関連がない。

### キャスト
- 大倉謙次：舘ひろし
- 武田芳彦：杉本哲太
- 武田祥子：清水美砂
- 大倉みさき：高島礼子
- 水谷美奈子：網浜直子
- 佐伯：谷啓
- 松田理枝子：渡辺えり子（現・えり）
- 淑恵：八木小織
- 益田部長：上田耕一
- 田中：小木茂光
- 中西：大河内浩
- 山内：武野功雄
- 新藤：深江卓次
- 小西：大森嘉之
- いしのようこ
- 風祭ゆき

### スタッフ
- 脚本：竹山洋
- 監督：一倉治雄
- 音楽：大野雄二
- 主題歌：古内東子「宝物」（ソニーレコード）
- 撮影：仙元誠三
- プロデューサー補：平野隆
- 企画：滝本裕雄、坂上順、近藤晋
- プロデューサー：濱名一哉、小島吉弘、進藤淳一
- 製作：TBS[1]、東映